# Serbie-et-Monténégro aux Jeux olympiques d'hiver de 2006
La participation de la Serbie-et-Monténégro aux Jeux olympiques d'hiver de 2006 à Turin en Italie, du 10 au 26 février 2006, constitue la première et unique participation du pays à des Jeux olympiques d'hiver. La délégation serbo-monténégrine est composée de six athlètes  engagés dans quatre disciplines, le biathlon, le patinage artistique, le ski alpin et le ski de fond. Lors de la cérémonie d'ouverture c'est la skieuse alpine Jelena Lolović qui est la porte-drapeau du pays.
La Serbie-et-Monténégro ne remporte aucune médaille durant ces Jeux olympiques, son meilleur résultat étant obtenu par Jelena Lolović qui se classe 30e de l'épreuve du slalom géant.

## Biathlon
La Serbie-et-Monténégro aligne un représentant lors des épreuves de biathlon à ces Jeux olympiques. Il s'agit d'Aleksandar Milenković, né le 22 décembre 1967 à Belgrade en Yougoslavie. Milenković ne prend pas seulement part aux épreuves de biathlon, en effet il est également engagé dans les épreuves de ski de fond. Il dispute les épreuves du vingt kilomètres et du sprint sur dix kilomètres, respectivement les 11 et le 14 février.

### Résultat
| Athlète               | Épreuve      | Temps final       | Fautes | Rang |
| --------------------- | ------------ | ----------------- | ------ | ---- |
| Aleksandar Milenković | 20 km        | 1 h 10 min 36 s 3 | 9      | 85e. |
| Aleksandar Milenković | Sprint 10 km | 33 min 17 s 7     | 6      | 86e  |

## Patinage artistique
- Trifun Ivanovic

## Ski alpin
- Jelena Lolovic
- Marija Trmcic
- Zelimir Vukovic

## Ski de fond
- Trifun Ivanovic